# Rue Collette
Pour les articles homonymes, voir Collette (homonymie).
Ne doit pas être confondu avec Place Colette.
La rue Collette est une voie située dans le quartier des Épinettes du 17e arrondissement de Paris.

## Situation et accès
La rue Collette est desservie par la ligne 13 à la station Guy Môquet.

## Origine du nom

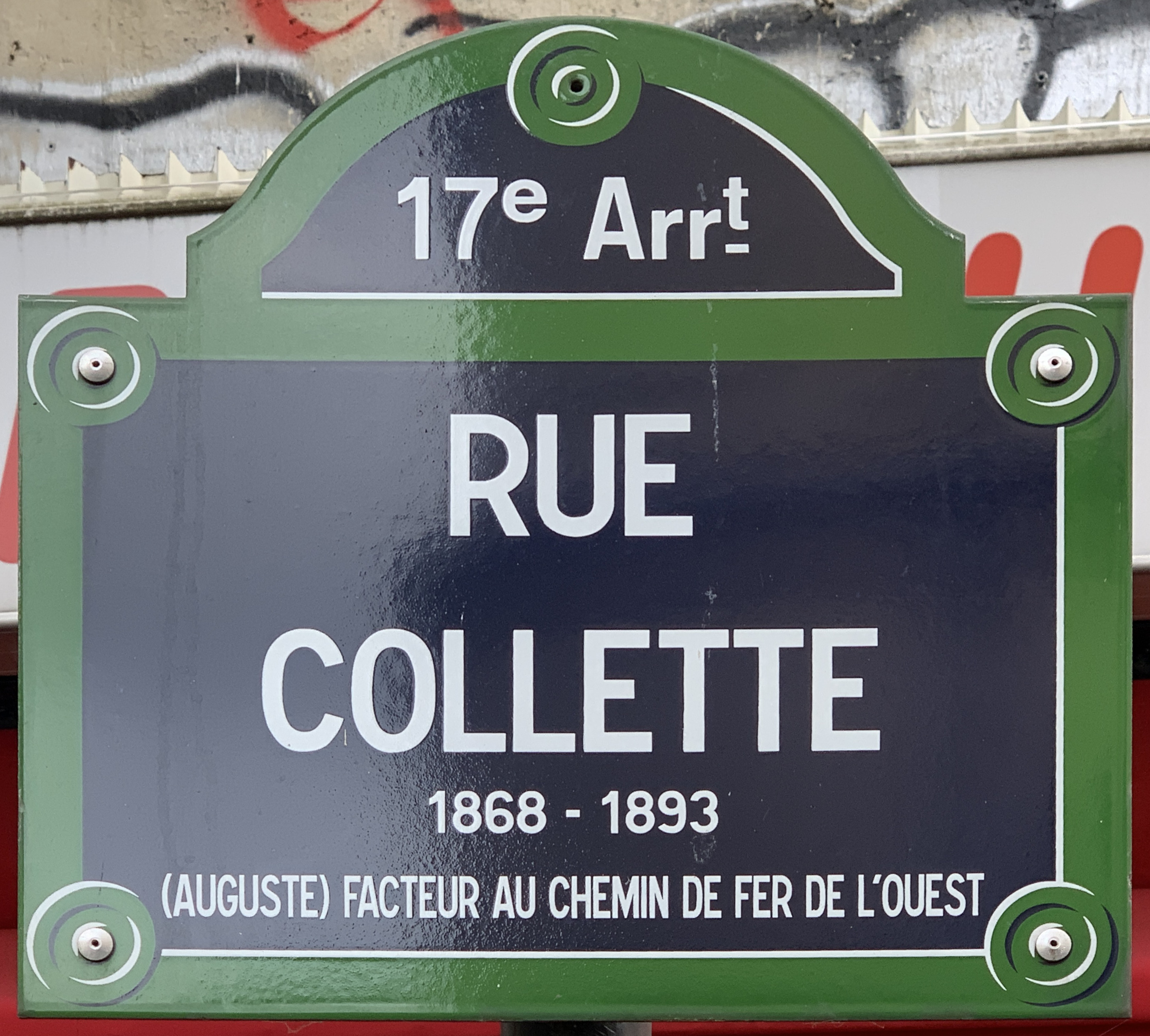
Plaque de la rue.

Le nom de cette voie rend hommage à Auguste Henri Louis Collette, né le 15 mars 1868 à Meudon, facteur de la Compagnie des chemins de fer de l'Ouest qui périt le 6 mars 1893 en sauvant une personne sur les voies,,,.

## Historique
Cette rue prend sa dénomination actuelle par arrêté du 28 décembre 1894 et est ouverte en 1895, par la ville de Paris. 

## Bâtiments remarquables et lieux de mémoire
- Le square des Épinettes.